# Charlie Sexton
Charles Wayne Sexton, noto come Charlie Sexton (San Antonio, 11 agosto 1968), è un chitarrista, cantautore e attore statunitense.
È famoso soprattutto per aver suonato nella band di Bob Dylan dal 1999 al 2002 e poi nuovamente dal 2009 ad oggi.

## Biografia
La madre di Sexton era solo una sedicenne quando diede alla luce il bambino a San Antonio, in Texas. All'età di quattro anni, si trasferì con la donna ad Austin, in Texas, dove crebbe ascoltando la musica suonata in alcuni club come l'Armadillo World Headquarters ed il Soap Creek Saloon.
Dopo un breve periodo trascorso fuori città, Sexton vi tornò all'età di 12 anni.
Dai primi anni ottanta, mentre Charlie e suo fratello Will Sexton erano ancora ragazzini, vennero istruiti nell'uso della chitarra dal "padrino del blues texano" W.C. Clark. Con l'aiuto di Joe Ely ed altri musicisti locali come Jimmie e Stevie Ray Vaughan, Charlie Sexton sviluppò le sue doti da chitarrista.
Sexton venne presto definito un "prodigio della musica"; creò addirittura una varietà di atti e ritmi durante i primi anni di insegnamento prima del suo album di debutto, Pictures For Pleasure, nel 1985. Registrato quando era solo un sedicenne, il singolo Beat's So Lonely si aggiudicò un posto nella Top 20; la canzone rimane una delle più famose degli anni ottanta, nonostante fosse stata inizialmente accreditata come una creazione di MTV. Pictures for Pleasure ha guadagnato critiche positive ed è oggi considerato un classico.
Sexton continua a sviluppare le sue doti da chitarrista e diventa un popolare rocker, registrando con artisti come Ron Wood, Keith Richards, Don Henley e Bob Dylan. A questo exploit seguì un album intitolato omonimamente Charlie Sexton, registrato a venti anni.
Nel 1998, Charlie lavorò per un periodo con Will Sexton, suo fratello. La band, chiamata Will and the Kill, realizzò un omonimo album di 38 minuti in cui oltre a loro suonava anche Jimmie Vaughan. L'album venne prodotto da Ely e distribuito tramite la MCA.
In seguito, alcune tracce di Sexton vennero incluse in molti film famosi, tra cui Una vita al massimo ed Air America, e lo stesso musicista ebbe un cameo nel film Thelma & Louise, esibendosi nel suo brano Tennessee Plates. Tra il 1992 ed il 1994, Sexton entrò a far parte degli Arc Angels di Austin, una band blues rock che includeva i musicisti Doyle Bramhall II, Tommy Shannon e Chris Layton. Il gruppo registrò un album omonimo, realizzato nel 1992 dalla Geffen Records. Nel 1994, la band si sciolse.
Sexton presto formò un nuovo gruppo, il Charlie Sexton Sextet, e realizzò Under the Wishing Tree nel 1995 per la MCA. Nonostante le vendite non abbiano raggiunto le mete ambite, l'album venne recensito molto positivamente.
Nel frattempo, Sexton continuò a suonare con altri artisti, a fianco di Lucinda Williams in Car Wheels on a Gravel Road e di Shawn Colvin in A Few Small Repairs.
Nel 1999, Sexton venne chiamato da Bob Dylan per rimpiazzare Bucky Baxter. Sexton aveva precedentemente suonato con Dylan durante un concerto ad Austin nel 1996 ed in qualche demo registrata nell'autunno del 1983.
La collaborazione con Dylan gli portò grande successo; molti critici lo acclamarono e apprezzarono il suo duetto con Larry Campbell, anch'egli chitarrista nella band di Dylan. Considerato come uno dei migliori assembramenti, il gruppo registrò un gran numero di album, tra cui Things Have Changed (tratto dal film del 2000 Wonder Boys di Curtis Hanson) e l'album del 2001 Love and Theft. Nel 2003 ha interpretato un ruolo in Masked & Anonymous.
Nel frattempo, Sexton ha continuato a lavorare con altri artisti, producendo Been a Long Time dei Double Trouble ed Essence di Lucinda Williams, entrambi realizzati nel 2001. Dopo aver lasciato la band di Dylan, Sexton ha prodotto molti altri lavori, tra cui Volcano di Edie Brickell, Great Battle di Jon Dee Graham e Geronimo di Shannon McNally. Nel tardo 2005, Sexton ha realizzato il suo ultimo album, Cruel and Gentle Things.
Nel 2009 torna nella band di Bob Dylan rimpiazzando il chitarrista Danny Freeman. Compare insieme a Dylan nell'album del 2012 "Tempest", nel 2015 nell'album "Shadows in the Night" e nel 2020 nell'album Rough and Rowdy Ways. Suona tuttora nella band del cantautore americano.
Ha interpretato il ruolo di Jimmy, amico del padre del protagonista Mason, nel film Boyhood del 2014, del regista Richard Linklater.

## Filmografia
- Thelma & Louise, regia di Ridley Scott (1991)
- F.T.W. - Fuck The World (F.T.W.), regia di Michael Karbelnikoff (1994)
- Masked and Anonymous, regia di Larry Charles (2003)
- Boyhood, regia di Richard Linklater (2014)
- Blaze, regia di Ethan Hawke (2018)
- The Good Lord Bird - La storia di John Brown (The Good Lord Bird) – miniserie TV, episodio 1x01 (2020)